# 科菲 (喬治亞州)
科菲（英語：Coffee）是位於美國喬治亞州培根縣的一個非建制地區。

## 地理
科菲的座標為31°30′28″N 82°18′41″W / 31.50778°N 82.31139°W，而該地最高點為海拔高度57米（即187英尺）。